# 六神通
六神通（ろくじんずう、ろくじんつう、巴: chaḷabhiññā）とは、「直接的な知識 」「高度な知識」「超常的な知識」のこと。六通ともよばれ、止観の瞑想修行において、止行（禅定）による三昧の次に、観行（ヴィパッサナー）に移行した際に得られる、自在な境地を表現したものである。悟りを開いたブッダ・阿羅漢が備える3つの三種の明知（vidyā / vijjā）（智慧・解脱知）である三明（巴: tevijjā）の宿命知・生死知・漏尽知に他心通・神足通・天耳通が加えられてできたとされる。

## 概略

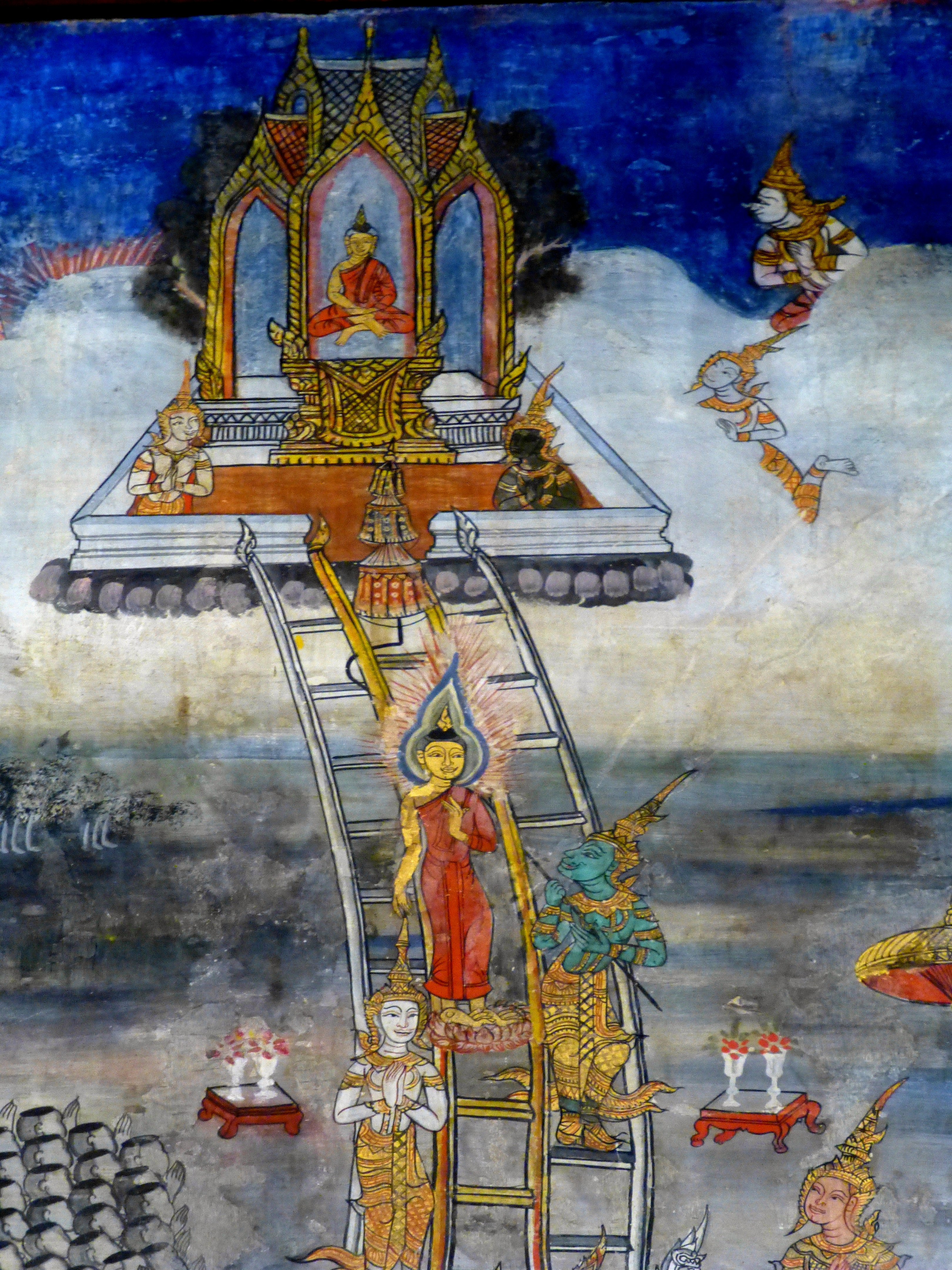
三十三天降下（アユタヤ、ワット・ガサットラティラート寺院）。釈迦は神足通を使って三十三天を訪問し、帰りは帝釈天が用意した豪華な階梯を使って地上に帰還した。

仏教において、悟りを得て解脱したブッダ（大乗仏教では菩薩も含む）と阿羅漢が使うことのできる6種の超人的な能力、神通力。天部衆（天の神々）も漏尽通以外の神通力を使うことができる。
大乗仏教・上座部仏教のいずれの仏典においても釈迦如来は六神通を使う超人的な存在として捉えられており、人々の前世（釈迦本人の過去世も含む）と死者の死後の転生先を全て見通す、空を飛ぶ、ガンジス川を神足通で渡る（瞬間移動）、自分の分身を作り出す、三十三天降下の前日譚として三十三天に転生していた母マーヤーの元に神足通を使って訪問するなどの奇跡を起こしたとされる。現代日本では「釈迦は教えを説いた哲学者のような人物だった」という、あくまで普通の人間だったという認識が強いが、仏教の教義上は「超人的な存在」であり例えるならばイエス・キリストの奇跡譚のような超人的・超自然的な逸話が多く仏典に納められている。信仰の問題（信じるか信じないか）は別にして、平川彰は「釈迦は教義上超人的な存在である」という前提を念頭に置いて仏典を読み解かなければ仏典記述の意味を読み誤る恐れがあると指摘している。釈迦が生涯で起こした奇跡については『ブッダチャリタ』などに記録されている。
かつて西欧の仏教学者は、釈迦の生涯での超人的な逸話は後世に創作されたとして「釈迦は超人的な宗教指導者ではなくソクラテスのような高潔な哲学者であった」と捉える機運が存在したが、近年ではそうした見解は西欧的価値観の色眼鏡を通して生み出された「再神話化」だとして否定される傾向にある（すなわち釈迦は在世中から既に超人的存在として認識されていた）。
浄土教系諸宗派では、悟りを得て如来になった者は仏々相念という神通力（現代的に言えばテレパシー）を使用できるようになり他の如来と意思疎通ができるようになるが、釈迦如来は仏々相念によって現世から西方に十万億仏土過ぎた先の極楽浄土の教主である阿弥陀如来と意思疎通し、阿弥陀如来の功徳を説いたとする。
上座部仏教の教義では釈迦が目指したのは「死後に天界を含めて二度と生まれ変わらないこと」だったと説明される。大乗非仏説では、大乗仏教で説かれるような浄土への往生は後付けの教義とみなす見解が有力であり、上座部仏教の教義の方が釈迦直説に近いと説明される。佐々木閑は「釈迦はこの世を一切皆苦ととらえ、輪廻を断ち切って涅槃に入ることで、二度とこの世に生まれ変わらないことこそが究極の安楽だと考えた」と論じている。上座部仏教の教義では、六神通の一つ「漏尽通」によって釈迦は自らが二度と生まれ変わることはないと了知した上で死に臨み涅槃に入った（すなわち無に帰した）と説明される。『ブッダチャリタ』では涅槃に入った釈迦について「地上においては老・死の恐怖はなく、天上においては天界から落ちる恐怖はない。（中略）生があれば不快が生じる。再び輪廻に生まれないことによる非常な快以上の快はない。」と述べている。
仏教の教義上、悟りを得て解脱した者は皆 六神通を使えるようになるが、社会の混乱をきたすため六神通をむやみに濫用してはならないとされている。清水俊史は「悟りを得て解脱した」と称している者はみな六神通（神足通）で空を飛べるはずであるが、彼らが空を飛ばないのは「増上慢」か「戒律に従って六神通で空を飛べることを隠している」かのどちらかであると述べている。井上順孝によれば、オウム真理教の麻原彰晃が空中浮遊に固執していたのは、オウム真理教が仏教の教義を悪用し、さらに麻原自身が「最終解脱者」などと称していたため、麻原が六神通を使えることを誇示する目的があったという。

## 内容
具体的には以下の6つを指す。
神足（じんそく）通
（巴: iddhi-vidha-ñāṇa）
自由自在に自分の思う場所に思う姿で行き来でき、思いどおりに外界のものを変えることのできる力。空中飛行や水面歩行、壁歩き、すり抜け等をし得る力。
天耳（てんに）通
（巴: dibba-sota-ñāṇa）
世界すべての声や音を聞き取り、聞き分けることができる力。
他心（たしん）通
（巴: ceto-pariya-ñāṇa）
他人の心の中をすべて読み取る力。
宿命（しゅくみょう）通
（巴: pubbe-nivāsānussati-ñāṇa）
自他の過去の出来事や生活、前世をすべて知る力。
天眼（てんげん）通
（巴: dibba-cakkhu-ñāṇa）
一切の衆生の業による生死を遍知する智慧。一切の衆生の輪廻転生を見る力。
漏尽（ろじん）通
（巴: āsavakkhaya-ñāṇa）
煩悩が尽きて、今生を最後に二度と迷いの世界に生まれないことを知る智慧。生まれ変わることはなくなったと知る力。

比丘たちよ、このように見て、聖なる言葉を聞く弟子は、色を厭離し、受を厭離し、想を厭離し、サンカーラを厭離し、識を厭離する。

厭離のゆえに貪りを離れる。貪りを離れるゆえに解脱する。解脱すれば「解脱した」という智慧が生じる。

「生は尽きた。梵行は完成した。なされるべきことはなされ、もはや二度と生まれ変わることはない」と了知するのである。
—初転法輪（律蔵犍度, 大犍度） 

### 他の呼び名
最後の漏尽通を除く5つを、五通と呼ぶこともある。

## 経典の記述

### 『沙門果経』
パーリ語経典長部の『沙門果経』においては、釈迦がマガタ国王に仏教の沙門（出家修行者、比丘・比丘尼）の果報を問われ、まず戒律順守によって得られる果報、次に止行（禅定、四禅）によって得られる果報を次々と述べた後に、その先の観行（四念住（四念処））によって得られる果報を、以下のように述べている。
- （四禅の次に）「自身の身体が、元素から成り、父母から生まれ、食物の集積に過ぎず、恒常的でない衰退・消耗・分解・崩壊するものであり、意識もその身体に依存している」と悟れる （= 「身念住」（身念処））
- （その次に）「思考で成り立つ身体（意生身）を生み出す」ことができる
- （その次に）「様々な神通（超能力）を体験する」ことができる （以下、神足通）
  - 「一から多に、多から一となれる」
  - 「姿を現したり、隠したりできる」
  - 「塀や、城壁や、山を通り抜けられる」
  - 「大地に潜ったり、浮かび上がったりできる」
  - 「鳥のように空を飛び歩ける」
  - 「月や太陽をさわったりなでたりできる」
  - 「梵天の世界にも到達できる」
- （その次に）「神のような耳（天耳通）を獲得する」ことができる
  - 「神と人間の声を、遠近問わず聞くことができる」
- （その次に）「他人の心を（自分の心として）洞察する力（他心通）を獲得する」ことができる
  - 「情欲に満ちた心であるか否かを知ることができる」
  - 「憎しみをいだいた心であるか否かを知ることができる」
  - 「迷いのある心であるか否かを知ることができる」
  - 「集中した心であるか否かを知ることができる」
  - 「寛大な心であるか否かを知ることができる」
  - 「平凡な心であるか否かを知ることができる」
  - 「安定した心であるか否かを知ることができる」
  - 「解脱した心であるか否かを知ることができる」
- （その次に）「自身の過去の生存の境涯を想起する知（宿住通（宿命通））を獲得する」ことができる
  - 「1つ、2つ…10…100…1000…10000の過去生を想起できる」
  - 「それも、幾多の宇宙の生成（成刧）、壊滅（壊刧）を通して想起できる」
  - 「それも、具体的・詳細な映像・内容と共に想起できる」
- （その次に）「生命あるものの死と生に関する知（死生通（天眼通））を獲得する」ことができる
  - 「生命あるものがその行為（業）に応じて、優劣、美醜、幸不幸なものになることを知ることができる」
  - 「生命あるものが（身口意の）業の善悪により、善趣・天界や悪趣・地獄に生まれ変わることを知ることができる」
- （その次に）「汚れの滅尽に関する知（漏尽通）を獲得する」ことができる
  - 「苦しみ（汚れ）、苦しみ（汚れ）の原因、苦しみ（汚れ）の消滅、苦しみ（汚れ）の消滅への道（以上、四聖諦）を、ありのままに知ることができる」
  - 「欲望・生存・無知の苦しみ（汚れ）から解放され、解脱が成され、再生の遮断、修行の完遂を、知ることができる」